# Каджар, Шафи-Хан
Персидский Принц Шафи-Хан Каджар (азерб. Şəfi Xan Qacar; 19 апреля 1853, Шуша — 2 января 1909, Санкт-Петербург) — военный деятель русской императорской армии, генерал-майор, участник русско-турецкой войны 1877–78 годов и Ахал-текинской экспедиции, командир 46-го драгунского Переяславского императора Александра III полка, член царского дома Каджаров.

## Биография
Шафи-Хан Каджар родился 19 апреля 1853 года в городе Шуша Шемахинской губернии в семье второго сына бывшего генерал-губернатора Азербайджана Бахмана Мирзы Каджара Джелаледдин-Мирзы от его брака с Нов-Бахар-ханум. Старший сын Джелаледдин-Мирзы. По вероисповеданию мусульманин. Воспитывался в домашней школе. «Успешно» окончил курс Офицерской кавалерийской школы.
12 апреля 1874 года поступил на службу корнетом с зачислением по армейской кавалерии и с назначением состоять при Кавказской армии, а уже 7 июля 1874 года — был прикомандирован для несения службы к 13-му лейб-гренадерскому Эриванскому Е. В. полку.
8 июня 1877 года высочайшим приказом переведён в 15-й драгунский Е. И. Высочества Великого Князя Николая Николаевича Старшего полк с переименованием в прапорщики.
Во время Русско-турецкой войны 1877—1878 гг. с 12 апреля по 17 ноября 1877 года в составе войск действующего корпуса на кавказско-турецкой границе Шафи-Хан Каджар принимал участие в походах и делах против Турции. Участвовал в боях и сражениях, в том числе в бомбардировке Ардагана и штурме Гелявердинских высот (4 мая), взятии Ардагана (5 мая), отражении вылазки турок из Карса и деле у Мелин-Кея (28 мая), отражении вылазки турок с северных фортов Карса (30 мая), бомбардировки северо-восточных фортов Карса-Араба, Карадага и Мухлиса (4 июня), деле у Кизил-Гула (19 сентября), сражении с турецкой армией на Аладжинских высотах и у гор Малая и Большая Ягна (20-22 сентября), взятии передовых турецких позиций у селений Хаджи-Вали и Суботан, кавалерийском деле у горы Инах-Тепеси (27 сентября) и пр.
Высочайшим приказом от 7 ноября 1877 года прапорщик 15-го драгунского Тверского Е. И. Высочества великого князя Николая Николаевича Старшего полка Шафи-Хан за отличие в делах против турок при взятии штурмом крепости Ардаган был произведен в поручики со старшинством в чине с 1 августа 1877 года.

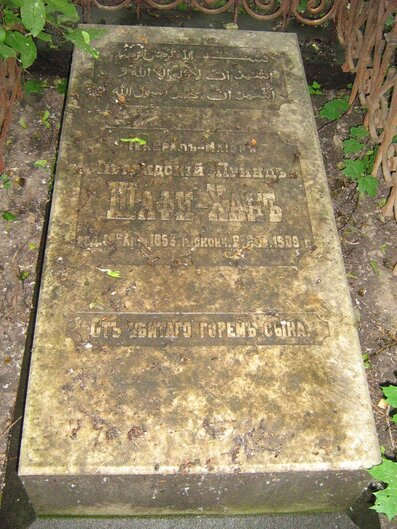
Могила Шафи Хана на Магометанском кладбище в Санкт-Петербурге

В 1880—1881 гг. был участником Ахал-Текинской экспедиции.
3 октября 1895 года ротмистр Шафи-Хан был командирован со 2-м эскадроном на сформирование 49 драгунского Архангелогородского полка. Высочайшим приказом переведён в полк 3 декабря того же года. Высочайшим приказом 26 февраля 1898 года произведён в подполковники.
29 декабря 1901 года переведён в 55-й драгунский Финляндский полк. Высочайшим приказом 9 августа 1902 года за отличие по службе помощник командира 55-го драгунского Финляндского полка подполковник Шафи-Хан произведён был в полковники.
7 февраля 1904 года высочайшим приказом полковник Шафи-Хан был назначен командиром 46-го драгунского Переяславского полка.
31 декабря 1908 года высочайшим приказом командир 15-го драгунского Переяславского полка 15-й кавалерийской дивизии полковник Шафи-Хан был произведен в генерал-майоры с увольнением от службы с мундиром и пенсией.
В 1909 году Шафи-Хан Каджар был обвинен в растрате казенных денег. Он застрелился 2 января 1909 года в Санкт-Петербурге. Похоронен на Магометанском кладбище в Санкт-Петербурге.
В РГВИА сохранилось несколько послужных списков Шафи-Хан Каджара, составленных в 1886 году, 20 декабря 1894 года, 15 января 1900 года и 22 апреля 1906 года.

## Воинские звания
- Корнет (12.04.1874)[13]
- Поручик (01.08.1877)
- Штабс-капитан (17.06.1882)
- Ротмистр (06.08.1891)
- Подполковник (26.02.1898)
- Полковник (01.08.1902)
- Генерал-майор (31.12.1908)

## Награды
- Орден Святого Станислава 3 ст. (1881)[13]
- Орден Святой Анны 3 ст. с мечами и бантом (1881)
- Орден Святого Владимира 4 ст. (1899)
- Орден Святого Владимира 3 ст. (1905)
- Персидский Орден Льва и Солнца 3 ст. (1894)
- Персидский Орден Льва и Солнца 2 ст. (1902)

## Семья
- Сын — Фейзулла Мирза Каджар (1872—1920?), единственный сын Шафи-Хана[14], герой Русской-японской и Первой мировой войн, генерал-майор (1917). С декабря 1918 года в армии Азербайджанской Демократической Республики. Расстрелян большевиками[6].

## Титул «светлости»
Когда возник вопрос о старшинстве в потомстве принца Бахман Мирзы, Шафи-Хан, будучи его внуком, обратился в Департамент герольдии, доказывая, что его отец Джелаледдин Мирза был старшим сыном Бахман Мирзы и, следовательно, он также имеет право на титул «светлости» (до этого титул «светлости» 14 августа 1886 года был присвоен только старшим сыновьям в роде генерал-майора принца Риза-Кули-Мирзы (третьего сына Бахман-Мирзы, которого тогда в Военном министерстве и в Правительствующем Сенате считали его братом), и Бахман Мирзы, остальным же сыновьям обоих названных принцев был присвоен титул «сиятельство»). Принц Шафи-Хан трижды обращался в Департамент герольдии. Первые два раза ему было отказано за недостаточностью доказательств его старшинства, а также отсутствия доказательства, что его отец при жизни принца Бахман Мирзы проживал вместе с ним в городе Шуша.
Только 19 января 1908 года принц Шафи-Хан, уже будучи командиром 46-го драгунского Переяславского императора Александра III полка, как старший в роду потомков принца Бахман-мирзы, был всемилостивейше удостоен титула «светлости». Для этого ему пришлось собрать и предоставить в Департамент герольдии такие документы, как метрическое свидетельство о рождении, свидетельство Закавказского шейх-уль-ислама о том, что принц Риза-Кули-мирза и его покойный отец принц Джелаледдин-мирза были единокровными и единоутробными сыновьями принца Бахман-Мирзы, свидетельство Персидского генерального консульства от 19 февраля 1895 года о том, что он по своему происхождению «принадлежит к числу персидских принцев по первой линии» и имеет право пользоваться всеми правами и преимуществами, какими пользуются дети покойного принца Риза-Кули-Мирзы, а также свидетельство Елизаветпольского губернатора о том, что его покойный отец персидский принц Джелаледдин-мирза был единоутробным старшим братом покойного генерал-майора принца Риза-Кули-мирзы. Также принц Шафи-Хан пояснял, что его отец не только находился в городе Шуше во время кончины принца Бахман Мирзы, но и с момента переселения из Персии постоянно жил с ним в Закавказье и что город Шуша, где он и его сын проживали с детства до поступления на службу, является как его родиной, так и родиной его сына.